# 赫韋爾斯山
赫韋爾斯山（英語：Mount Gevers），是南極洲的山峰，位於阿蒙森海岸，處於卡佩拉里冰川注入阿蒙森冰川處北面，屬於毛德王后山脈中海斯山脈的一部分，海拔高度1,480米，美國地質調查局根據測量和美國海軍拍攝的空中照片繪入地圖，現時由南極條約體系管理。